# Vodne lilije (Monet)
Vodne lilije (ali Nymphéas v francoščini) je serija približno 250 oljnih slik francoskega impresionista Claudea Moneta (1840–1926). Slike prikazujejo njegov cvetlični vrt ob domu v Givernyju in so bile v središču njegove umetniške produkcije v zadnjih tridesetih letih njegovega življenja. Veliko del je bilo naslikanih, medtem ko je Monet trpel zaradi katarakte. 

## Ozadje
Monetova dolga naklonjenost produkciji in razstavljanju vrste slik, povezanih s tematiko in perspektivo, se je začela leta 1889, z vsaj desetimi slikami, ki so bile narejene kot Dolina Creuse, in so bile prikazane v Galerie Georges Petit. Med njegovimi drugimi slavnimi serijami so tudi njegove Kopice.
V 1920-ih letih je francoska država zgradila par ovalnih sob v muzeju Orangerie kot stalni dom za osem slik Vodnih lilij, ki jih je naslikal Monet. Razstava je bila odprta za javnost 16. maja 1927, nekaj mesecev po Monetovi smrti. Za posebno razstavo v Musée de l'Orangerie leta 1999 je bilo zbranih 60 slik z Vodnimi lilijami z vsega sveta. 
Slike so razstavljene v muzejih po vsem svetu, vključno z umetniškim muzejem Univerze Princeton, Musée Marmottan Monet, Musée d'Orsay v Parizu, Metropolitanskem muzeju umetnosti, Muzeju moderne umetnosti v New Yorku, Umetnostnem inštitutu v Chicagu, Muzeju umetnosti Saint Louis, Muzej umetnosti Nelson-Atkins v Kansas Cityju, Missouri, Carnegiejevem muzeju umetnosti, Narodnem muzeju Walesa, Muzeju des Beaux-Arts de Nantes, Muzeju umetnosti Cleveland, Muzej umetnosti Portland in Legiji časti.

## Slike na dražbi
19. junija 2007 se je na dražbi Sotheby's v Londonu prodala ena od slik Monetovih Vodnih lilij. 24. junija 2008 se je njegova slika Le Bassin Aux Nymphéas prodala za skoraj 41 milijonov funtov pri Christie's v Londonu, kar je skoraj dvakrat več od prej navedene. 
Maja 2010 je bilo objavljeno, da bo delo iz leta 1906 Nymphéas na dražbi v Londonu junija 2010. Slika je imela ocenjeno prodajno ceno med 30 in 40 milijoni funtov. Giovanna Bertazzoni, direktorica Christiejeve dražbene hiše in vodja impresionistične in moderne umetnosti je dejala, da so slike »Vodne lilije Claudea Moneta med najbolj priznanimi in slavnimi deli 20. stoletja in zelo vplivne za številne naslednje generacije umetnikov« . Prodaja je potekala 23. junija 2010 v dražbeni hiši, slika pa je pritegnila ponudbe v višini do 29 milijonov GBP, vendar na koncu ni bila prodana. 
6. maja 2014 je bila ena od Vodnih lilij, Le Bassin aux Nymphéas, prodana na dražbi pri Christie's v New Yorku za 27 milijonov dolarjev. 
Junija 2014 je bila slika Nymphéas prodana za 54 milijonov USD na dražbi Sotheby's v Londonu. To delo je bilo prodano na dražbi anonimnemu kupcu, delo pa je bilo del razstave Slikarstvo sodobnega vrta: od Moneta do Matisa v Clevelandskem muzeju umetnosti in Kraljevi akademiji umetnosti v Londonu, začenši leta 2015. Sopredsednica sodobnega in impresionističnega umetnostnega oddelka Sotheby, Helena Newman trdi, da je rezultat na vrhu prvotno ocenjene prodajne cene. Ta cena je bila med 34 in 51 milijonov USD.
Medtem ko so se mnoge od Monetovih mojstrovin prodale, je iz te serije še vedno ocenjenih 250 oljnih slik. Zbirka je zelo priljubljena, saj je veliko teh del razstavnih eksponatov, ki še niso bili na dražbi.

## Galerija
- Water Lilies, 1920–1926, Musée de l'Orangerie
- Water-Lily Pond, c.1915–1926, Chichu Art Museum, Naoshima, Kagawa, Kagawa Prefecture, Japonska
- Wisteria, 1925, Gemeentemuseum Den Haag
- Water Lilies, 1922, Toledo Museum of Art
- Le Bassin Aux Nymphéas, 1919, private collection
- Water Lilies, 1919, Metropolitanski muzej umetnosti, New York City
- The Water Lily Pond, c. 1917-1919, Albertina
- Water Lilies, 1917–1919, Honolulu Museum of Art
- Water-Lily Pond and Weeping Willow, 1916–1919, private collection
- Nymphéas reflets de saule, 1916–1919, Musée Marmottan Monet
- Blue Water Lilies, 1916–1919, Musée d'Orsay
- Sea-Roses (Yellow Nirwana), after 1916, National Gallery, London[15]
- Nymphéas, 1916, Musée Marmottan Monet
- Water Lilies, 1916, National Museum of Western Art, Tokyo[16]
- White and yellow Water Lilies, 1915–1917, Kunstmuseum Winterthur, Winterthur, Switzerland
- Nymphéas, 1915, Musée Marmottan Monet
- Nymphéas (Waterlilies), 1914-1917, National Gallery of Australia
- Water-Lilies, 1914–1917, Toledo Museum of Art
- Nymphéas, 1915, Neue Pinakothek, Munich
- Water Lilies (TFAM), 1908, Tokyo Fuji Art Museum
- Water Lily Pond, 1908, private collection
- Water Lilies, 1907 The Museum of Fine Arts, Houston
- Water Lilies, 1907, Bridgestone Museum of Art, Tokyo
- Pond with Water Lilies, 1907, Israel Museum
- Water Lilies, 1906, Art Institute of Chicago
- Water Lilies, 1905, Museum of Fine Arts, Boston
- Le Bassin des Nympheas, 1904, Denver Art Museum
- Water Lilies, 1904, private collection
- Water Lilies, 1903, Dayton Art Institute, Dayton, Ohio
- Closeup of Water lily pond, one of 18 views of the pond, 1899, Boston Museum of Fine Arts
- Water lilies, 1897–1899, Galleria Nazionale d'Arte Moderna
- Water Lilies and Japanese Bridge, 1897–1899, Princeton University Art Museum